# グリフウィキ
グリフウィキ(英: GlyphWiki)は、明朝体の漢字字形情報を登録・管理し、自由に共有することを目的としたウィキシステムである。大東文化大学教員の上地宏一によって運営が行われている。
一般的にフォントや個々の漢字グリフの管理は面倒だが、グリフウィキでは簡単に漢字グリフをデザインすることができ、漢字グリフ1つ1つを独立して管理できる。また、グリフを集めてフォントを作り、即座に公開することができる。
登録されたグリフを用いて花園明朝の制作が行われている。
ウィキの外装はMediaWikiのMonobookに似ているが、他のソフトなどのプログラムを組み込んだオリジナルウィキエンジンを使用している。
現在は悪質なbotの集中アクセスによりサイトが何回も落ちるということが頻繁に起こった為、ログインしていない人は一部機能を使えない状態となっている、そこには注意してほしい